# 藤代村 (青森県)
藤代村（ふじしろむら）は、かつて青森県にあった村。

## 沿革
- 1889年（明治22年）4月1日 - 町村制施行により中津軽郡藤代村、船水村、土堂村、石渡村、鳥町村、萢中村、町田村、中崎村、三世寺村、大川村が合併し、藤代村が発足。
- 1946年（昭和21年）8月1日 - 区域の一部を分離し中津軽郡岩木村に編入。
- 1955年（昭和30年）3月1日 - 弘前市に編入され消滅。